# قرية الكريدة
قرية الكريدة إحدى قرى ولاية النيل الأبيض في السودان، وهي بقعة دينية اسسها الشيخ عمر بعد كانت غابه تتوحشها الاسود والنمور وانداح اثرها في جميع السودان وهي يوجد بها ضريح الشيخ الموسس وخليفته الاول الشيخ برير وخليفته الثاني الشيخ محمداحمد الذي اعادتاسيس مسيدها الكائن علي يد الخليفه الشيخ محمداحمد بعد قيام جبل اؤليا الذي غمر مسيد المؤسس الاول حيث بجانب الخلاوي والمضايف اسس المدارس والمستشفي والخدمات المياه والكهرباء والمعدية حيث يسكن الكريدة اسرة سيدي الشيخ عمر في القطعه الملك الحره باسم الشيخ عمر بعد انتقالهم من الحله القديمه بعد ان غمرها النيل الابيض وهي الكائنه الان حيث قبة الشيخ عمر وساحة استقبال المناسبات وهي قرية نموذجية بها جميع الخدمات من كهرباء وماء وهاتف وبريد ومستشفى ريفي ومدراس لكل المراحل من الابتدائي إلى الثانوية سكانها من أسرة الاشراف الصافياب ابناء الشيخ عمر  حيث وفدة اليها بعض اسرة الجعليين والشايقيه والحسانيه والجوامعه والمجانيين هؤلاء كلهم  تلاميذ للشيخ عمر وفدوا من جميع انحاء السودان يعمل سكانها في حرفتي الزراعة والرعي وهي منطقة إسلامية قديمة، أسسها الشيخ عمر المعروف براجل الكريدة، تبلغ نسبة السكان المتعلمين إلي 97%، حيث يصل عدد خريجيها في جميع التخصصات إلى 2000 خريجي    .